# Torre Mukdahan
La Torre Mukdahan (en tailandés: หอแก้วมุกดาหาร) es una torre de observación de 65,50 metros de altura, construida en 1996 para honrar el 50 aniversario Celebración de adhesión al trono de Su Majestad el Rey de Tailandia. 
- 1 Planta Museo de Arte y Cultura
- 2 planta Historia y Cultura de 8 tribus étnicas de Mukdahan Tai Kha
- 3 planta hasta la 5: Pilar de la torre
- 6 planta cubierta de observación
- 7 planta, imagen de plata de Buda en posición de meditación llamada Phra Buddhanavamingmongkol.